# Cachir
Cachir (mong. Цахир сум) – jeden z 19 somonów ajmaku północnochangajskiego. W 2009 roku somon liczył 2143 mieszkańców.